# Чемпионат СССР по лыжным гонкам 1926
Личное первенство СССР на 2-м республиканском зимнем празднике проходило в Москве с 27 февраля по 7 марта 1926 года. Соревнования проводились по шести дисциплинам — гонки на 15, 30 и 60 км (мужчины), гонки на 5 и 10 км (женщины), комбинированная эстафета (I этап — женщины 5 км, II этап — мужчины II разряда 10 км, III этап — мужчины I разряда 15 км). Вне конкурса выступали финские лыжники рабочего спортивного союза.

## Медалисты

### Мужчины
|                | Золото                                                 | Серебро                                                 | Бронза                                  |
| -------------- | ------------------------------------------------------ | ------------------------------------------------------- | --------------------------------------- |
| Гонка на 15 км | Васильев Дмитрий Клуб им. Октябрьской революции Москва |                                                         |                                         |
| Гонка на 30 км | Васильев Дмитрий Клуб им. Октябрьской революции Москва | Лилиенфельд Алексей «Динамо» Москва                     | Гусев Павел Выборгский район Ленинград  |
| Гонка на 60 км | Васильев Дмитрий Клуб им. Октябрьской революции Москва | Немухин Александр Клуб им. Октябрьской революции Москва | Гусев Павел Выборгский район Ленинград) |

### Женщины
|                | Золото                                                        | Серебро                                               | Бронза                                                           |
| -------------- | ------------------------------------------------------------- | ----------------------------------------------------- | ---------------------------------------------------------------- |
| Гонка на 5 км  | Герасимова Нина Опытно-показательная площадка Всеобуча Москва | Воробьева Варвара «Совраб» Ленинград                  | Кульман Ирина Клуб им. Октябрьской революции Москва              |
| Гонка на 10 км | Герасимова Нина Опытно-показательная площадка Всеобуча Москва | Богонатова Вера Клуб им. Октябрьской революции Москва | Михайлова Антонина Опытно-показательная площадка Всеобуча Москва |

### Смешанные
|                                | Золото | Серебро | Бронза |
| ------------------------------ | --- | --- | --- |
| Комбинированная эстафета 30 км | Москва Герасимова Нина Кульман Ирина Хитрова Мария Чеков Козлов Беляшов Р. Лилиенфельд Алексей Венцель Николай Немухин Александр | Ленинград Воробьева Варвара Бредникова Валентина Морозова Ирина Белов Георгий Михайлов Кирилл Чулков Анатолий Гусев Павел Чистяков Николай Галахов Николай | Тула Царева Елизавета Тресучева Антонина Косарева Валентина Засецкий Александр Додонов Александр Назаров А. Бессонов Леонид Ильин Андрей Додонов Аркадий |